# Pfarrkirche Rodaun

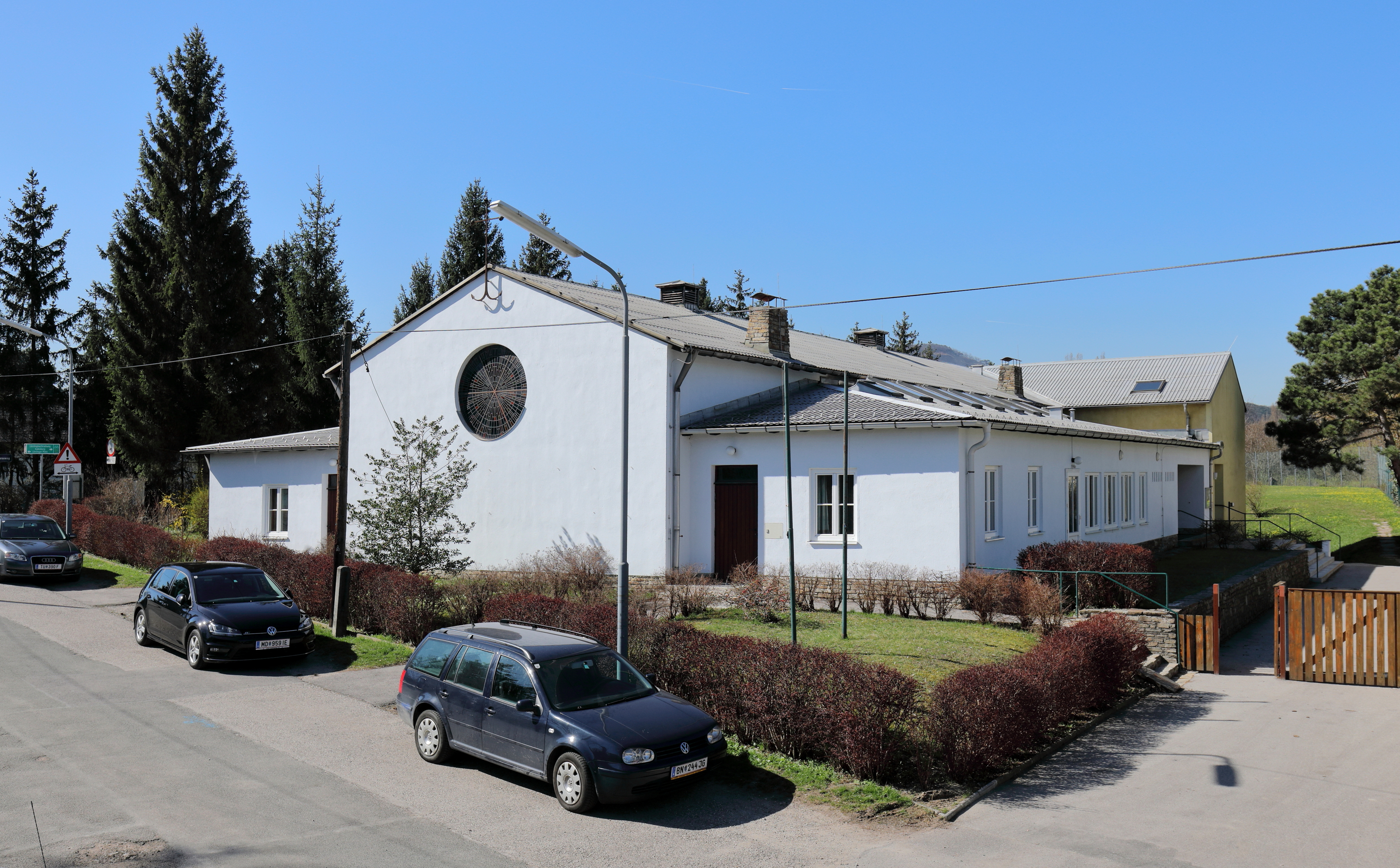
Pfarrkirche Rodaun

Die Pfarrkirche Rodaun ist eine römisch-katholische Kirche im 23. Wiener Gemeindebezirk Liesing. Sie ist dem Fest Maria Himmelfahrt geweiht.

## Geschichte
Nach dem Zweiten Weltkrieg erlebte Rodaun aufgrund von zahlreichen Gemeindeneubauwohnungen einen gewaltigen Siedlungsaufschwung. Die Neubauten waren aber weit vom damaligen Ortszentrum (rund um die Bergkirche) in der Nähe der Liesing angesiedelt. Daher wurde am 27. Mai 1952 in der Nähe der neuen Siedlungen ein Grundstück für ein neues Pfarrzentrum angekauft.
Am 10. Oktober 1954 konnte das neue Gotteshaus nach Plänen von Johann Petermair als Expositur der Bergkirche geweiht werden, wurde aber am 22. Dezember 1964 zur eigenen Pfarre erhoben. Die Orgel aus 1963 stammt von Rudolf Novak.